# Smithville (Arkansas)
Smithville – miasto w Stanach Zjednoczonych, w stanie Arkansas, w hrabstwie Lawrence.